# Moverna vas
Moverna vas este o localitate din comuna Semič, Slovenia, cu o populație de 30 de locuitori.